# Mortal Kombat: Deception
Mortal Kombat: Deception es un videojuego de peleas desarrollado y publicado por Midway Games. Fue lanzado para PlayStation 2 y Xbox en octubre de 2004, mientras que una versión para Nintendo GameCube fue publicada en marzo de 2005. Un port para la PlayStation Portable fue lanzado bajo el título Mortal Kombat: Unchained en noviembre de 2006. 
Su historia sigue los acontecimientos de Mortal Kombat: Deadly Alliance, y se centra en el resurgimiento del Rey Dragón, Onaga, que al mismo tiempo intenta conquistar todos los reinos tras derrotar a los hechiceros Shang Tsung y Quan Chi quienes eran los antagonistas del juego anterior así como al dios del trueno Raiden. Como tal, los guerreros que sobrevivieron en entregas anteriores deberán enfrentarse a Onaga. 
Hay 26 personajes disponibles, nueve de ellos hacen su primera aparición en la serie. También contiene nuevos modos de juego, tales como el ajedrez y rompecabezas de personajes de Mortal Kombat, e incluso se presenta un modo en línea. El Modo Konquest que estuvo presente en Deadly Alliance regresa, pero sigue con Shujinko, un guerrero que es engañado por Onaga para buscar artefactos para que le den más poder. Sin embargo, el modo Konquest de Deception difiere en gran medida del modo Konquest de Deadly Alliance, ya que contiene elementos de exploración de mundo abierto entre la progresión de la historia, en lugar de la Torre Kombat de Deadly Alliance.
El cocreador de la serie Ed Boon diseñó a Deception para ser un juego de lucha impredecible, e incluye características nuevas, como los minijuegos sorpresas. Varios factores de Deadly Alliance, como combos y escenarios fueron rediseñados para ser más realistas y más interactivos. Estos factores han sido bien recibidos por los críticos del videojuego. Sin embargo el modo Konquest, recibió críticas negativas por su pobre actuación de voz. Varias publicaciones han calificado a Deception como el mejor juego de lucha de 2004.

## Jugabilidad
La jugabilidad y las arenas del juego son similares a las de Mortal Kombat: Deadly Alliance, pero incluyen nuevas características. Algunas tienen armas que se pueden recoger y usar. Otras ahora se ramifican, lo que significa que puedes sacar al oponente del área de combate en ciertas ubicaciones y luego continuar la pelea en una nueva área. La mayoría de los niveles ahora tienen Death Traps o trampas mortales, que matan instantáneamente a cualquier jugador que caiga en ellas. El juego también presenta el "Combo Breaker", un sistema que permite a los jugadores interrumpir combos hasta tres veces por partida.  A diferencia de Deadly Alliance, en el que los personajes solo tenían un Fatality, los personajes de Deception tienen dos Fatalities y un movimiento suicida hara-kiri. Este último se usa cuando se muestra la frase "Finish Him/Her" en la pantalla y el jugador está a punto de perder.
Deception presenta dos minijuegos que utilizan los personajes de MK, "Chess Kombat" y "Puzzle Kombat". El modo Konquest regresa, pero se ha expandido a un modo de aventura itinerante con su propia trama. La Kripta también regresa de un modo similar a Deadly Alliance, aunque el número de ataúdes se reduce.

## Modos de juego

### Kombat
Se puede entrar al modo arcade, o jugar uno contra uno de a dos jugadores. Varios escenarios que estuvieron presentes en Deadly Alliance regresan con nuevas características, tales como nuevas armas y trampas (gracias al motor del juego es imposible saber cuándo se activarán estas trampas). Se presenta el Kombo Breaker que sirve para contraatacar al rival mientras realiza un combo.

### Konquest
El modo de entrenamiento de rol de acción de Deadly Alliance, llamado "Konquest", regresa en Deception y se expande en gran medida con respecto a la versión anterior. Ambientado antes de los eventos del juego principal, el modo Konquest de Deception explora la historia de Shujinko, comenzando antes de su entrenamiento con Bo' Rai Cho y terminando con el comienzo de la historia principal de Deception. Si bien se trata principalmente de un juego de aventuras, los elementos de combate tienen lugar en el modo de lucha normal de Deception. Dominar los movimientos de cada personaje ahora son misiones menores, y no es necesario superarlas todas para superar el modo de juego. En Konquest, un joven Shujinko conoce a Damashi, un ser que solicita su ayuda para recolectar seis elementos poderosos, los Kamidogu, para enviarlos a los Dioses Antiguos. Para cuando recolecta los seis Kamidogu, Shujinko es un anciano, después de haber pasado cuarenta y seis años en su misión. Sin embargo, luego se revela que Damashi es el malvado Rey Dragón Onaga, quien engañó a Shujinko para obtener los seis artefactos. Los jugadores que quieran desbloquear gran parte del contenido adicional de Deception deberán jugar el modo Konquest. Incluso después de completar el modo, los jugadores pueden seguir explorando los mundos para desbloquear elementos adicionales.

### Chess Kombat
Es parecido al clásico juego del ajedrez, solo que se sustituyen las fichas por personajes de Mortal Kombat. Cada tipo de pieza está representado por un personaje elegido por el jugador. Al igual que en el ajedrez tradicional, la cantidad y el movimiento de cada pieza se determinan en función de su rango. La partida solo puede terminar cuando un jugador vence al "Campeón" del otro equipo (o el Rey en el ajedrez tradicional). La mayor diferencia es que todos los intentos de tomar una casilla son literalmente disputados. Los jugadores participarán en una ronda de combate, y el ganador tomará la casilla.
Todos los personajes desbloqueados pueden usarse en este minijuego. La salud y la fuerza ofensiva de las piezas en situaciones de combate están determinadas por su rango. Hay dos casillas designadas que mejoran las habilidades de todo el equipo mientras están ocupadas. Ambos equipos pueden convertir discretamente una casilla en una trampa mortal, que mata instantáneamente a cualquier pieza del oponente que la pise. Ambos equipos tienen dos "Hechiceros" que pueden lanzar un hechizo en lugar de moverse. Los hechizos pueden resucitar, mover o matar personajes de menor rango. Cada hechizo solo se puede usar una vez. En caso de que se eliminen a los hechiceros, los hechizos dejan de estar disponibles.

### Puzzle Kombat
Es un juego de rompecabezas similar a Super Puzzle Fighter II Turbo. Presenta versiones superdeformadas de los personajes de MK que se atacan entre sí una vez que un jugador obtiene una ventaja en el juego. Los jugadores deben ganar dos rondas para ganar. El juego para un jugador tenía un formato de escalera como en el modo Arcade.
Los jugadores supervisan una cuadrícula que se llena constantemente de bloques. Los bloques caen en pares y el jugador puede rotarlos y moverlos hasta que caigan. Un jugador pierde si los bloques llegan a la parte superior de su cuadrícula. Si un logotipo del dragón de color toca un bloque del mismo color, todos los bloques conectados del mismo color desaparecerán. Las bombas eliminarán todos los bloques del mismo color que el que tocan. Eliminar bloques hará que se agregue la misma cantidad a la cuadrícula del oponente, pero sus colores variarán.
Hay 12 personajes jugables, cada uno con un movimiento especial único que se puede usar cuando su medidor "Especial" está lleno. O le dan una ventaja al jugador o entorpecen al oponente. Por ejemplo, "Blade" de Baraka eliminará todos los bloques en los bordes de su cuadrícula. "Invisible" de Kenshi hará que todos los bloques en la cuadrícula del oponente sean invisibles por un momento, lo que dificultará mucho la combinación.

### Kripta
La Kripta de Mortal Kombat: Deadly Alliance vuelve a Deception, y sirve como interfaz para acceder a contenidos extras ocultos en la selección de Koffins, donde se podrán gastar distintas monedas para abrir los ataúdes. En esta entrega, el tamaño de las criptas se redujeron de 676 a 400, esto conlleva a otra novedad ya que para abrirlos deberán desbloquearse mediante el uso de llaves que se pueden encontrar en los cofres de tesoro del modo Konquest, o al derrotar a los personajes a través del modo Arcade. La Kripta en Mortal Kombat: Deception incluye doce personajes adicionales (que se redujeron a seis personajes en la versión de GameCube).

## Argumento

### Trama
La trama comienza inmediatamente después de los acontecimientos de Mortal Kombat: Deadly Alliance. La Alianza Mortal (Shang Tsung y Quan Chi) tuvo éxito en su plan. Los guerreros de Raiden, que debían proteger los seis reinos ficticios, fueron asesinados durante su torneo. Sirvió como la distracción perfecta para derrotar a sus enemigos mientras simultáneamente reclamaban suficientes almas para resucitar al Ejército Invencible. Como único sobreviviente, Raiden intenta luchar contra ambos hechiceros, pero finalmente es derrotado. La Alianza Mortal se disuelve rápidamente cuando los dos hechiceros se enfrentan entre sí por el amuleto de Shinnok, que les permite controlar el ejército. Quan Chi no tiene tiempo para disfrutar de su victoria antes de ver que el Rey Dragón Onaga, el ex emperador del reino de Outworld, también ha resucitado. Quan Chi, Shang Tsung y Raiden unen fuerzas para detener a Onaga, aunque Raiden finalmente desata todos sus poderes en una explosión colosal que, aparte de destruir a ambos miembros de la Alianza Mortal, el palacio circundante y a él mismo, tiene poco efecto en Onaga.
Onaga ahora busca usar seis artefactos llamados los Kamidogu (literalmente "Herramienta de Dios" o "arcilla divina"), que son capaces de destruir los reinos. Aquellos luchadores que sobreviven a la batalla contra la Alianza Mortal ahora se enfrentan a Onaga y sus partidarios. Estos últimos incluyen las fuerzas de Edenia, ahora lideradas por Mileena en el tema titular del engaño mientras se hace pasar por su hermana, la Princesa Kitana. Otros enemigos incluyen a los antiguos defensores de los reinos, que fueron resucitados por Onaga y están bajo su control. 

### Konquest
Un joven llamado Shujinko es engañado para que pase toda su vida recolectando los Kamidogu para Onaga, quien usa la apariencia de un emisario de los Dioses Antiguos, los seres que crearon los reinos, llamado Damashi. Onaga revela su identidad e intenciones después de que Shujinko haya reunido a todos los Kamidogu. Shujinko, convencido de que estaba trabajando por el bien mayor, decide continuar entrenando para derrotar a Onaga.

## Personajes
Este juego incluye 31 personajes, de los cuales uno no es utilizable y seis son personajes exclusivos de diferentes plataformas. Los personajes en negrita debutan en la serie.
| Plantilla                                          | Plantilla                              | Plantilla                                | Plantilla                                             | Plantilla                                           | Plantilla          | Personajes exclusivos de Unchained    |
| -------------------------------------------------- | -------------------------------------- | ---------------------------------------- | ----------------------------------------------------- | --------------------------------------------------- | ------------------ | ------------------------------------- |
| - Ashrah - Baraka - Bo' Rai Cho - Dairou - Darrius | - Ermac - Goro - Havik - Hotaru - Jade | - Kabal - Kenshi - Kira - Kobra - Li Mei | - Liu Kang - Mileena - Nightwolf - Noob-Smoke - Onaga | - Raiden - Scorpion - Shao Kahn - Shujinko - Sindel | - Sub-Zero - Tanya | - Blaze - Frost - Jax Briggs - Kitana |

1. 1 2  Exclusivos de la Nintendo GameCube.
2. 1 2 3 4 5 6 7 8 9 10 11  Desbloqueables.
3. ↑  Jefe final. Personaje no Jugable.

La versión de GameCube incluye dos personajes jugables adicionales, Goro y Shao Kahn, quienes fueron asesinados en la secuencia inicial de Deadly Alliance. La versión de 2006 para PlayStation Portable, Mortal Kombat: Unchained, incluye a Goro y Kahn junto con Blaze, Frost, Jax y Kitana, quienes regresan a Deadly Alliance.
Varios de los personajes que regresan han sido rediseñados y se les han otorgado nuevos movimientos, como Liu Kang, quien reaparece como un zombi. Los rediseños de personajes fueron generalmente bien recibidos, especialmente en el caso de Sub-Zero. Con una apariencia juvenil en lugar de su representación de septuagenario en Deadly Alliance, Sub-Zero lucía una armadura de "gran maestro" que a menudo se comparaba con Shredder, de la franquicia de las Tortugas Ninja. Scorpion fue rediseñado para parecerse a un aspecto ninja más clásico, mientras que personajes como Ermac recibieron un cambio de imagen considerable con respecto a la paleta de colores estándar de los ninjas, ofreciendo una apariencia más hechicera.

## Desarrollo
El cocreador de Mortal Kombat, Ed Boon, quería que Deception fuera un juego de lucha impredecible que ofreciera a los jugadores nuevas características "que nunca podrían imaginar". Para lograrlo, el personal de Midway escuchó a los fanáticos en los tablones de anuncios para saber en qué trabajar para Deception, como los personajes jugables. Queriendo sorprender a los fanáticos y hacer que el juego sea más profundo, agregaron los minijuegos de rompecabezas y ajedrez (el minijuego de ajedrez se había considerado primero para Deadly Alliance, pero los desarrolladores no tuvieron tiempo para implementarlo). Boon y John Podlasek supervisaron al personal, que se dividió en equipos para trabajar en diferentes áreas del juego. Una de sus preocupaciones era mantener la sensación tradicional de la serie MK, ya que querían que la violencia del juego lo convirtiera en un juego de lucha más realista, en lugar de "un simulador de lucha".
Las apariencias de los personajes fueron mejoradas para hacer que sus movimientos fueran "más receptivos" a la entrada del jugador. También querían traer de vuelta a varios personajes que sentían que habían estado ausentes durante demasiado tiempo, incluidos Sindel, Nightwolf, Baraka y Mileena, y una arena con varias armas que los jugadores podían usar para luchar; sin embargo, fue rehecha para convertirse en la arena de la Tumba de Liu Kang. Los combos de los personajes fueron rediseñados para que fueran distintivos para que fueran más importantes; como señaló Boon, eran necesarios para cualquier movimiento que el jugador usara para infligir más daño a un oponente. El personal de Midway se centró en los diseños y funciones de los fondos, queriendo hacerlos tan influyentes en el resultado de la batalla como la lucha entre los personajes.
Debido a la demanda popular y la recepción favorable de Deadly Alliance, el número de movimientos finales, conocidos como Fatalities, aumentó a dos por personaje. Los Fatalities fueron desarrollados por un grupo de animadores liderados por Carlos Pesina; describieron cómicamente el Fatality de Mileena en el que se come el cuello de los oponentes como el más perturbador debido a que sus "movimientos sexys" están modelados a partir de Pesina. Los movimientos Hara-Kiri se agregaron para permitir que los perdedores también realicen un movimiento final, creando una carrera entre ambos jugadores. Las Death Traps, destinadas a ser introducidas en el juego anterior, se agregaron para darle más estrategia al combate y para dar más oportunidades a los jugadores de ganar una pelea si están en desventaja. El juego originalmente estaba destinado a tener otros movimientos finales nuevos, como torturas y acantilados que caen similares a los Fatalities.
Una de las principales características de Deception fue el énfasis en el juego en línea, que aún no se había vuelto común en los juegos de lucha de consola. Un equipo de ingenieros tardó casi un año completo en decidir si la característica era viable. El equipo de MK centró sus energías únicamente en plataformas que tuvieran una fuerte funcionalidad en línea disponible para el consumidor final; esto llevó a un mayor enfoque en las versiones de PlayStation 2 y Xbox. Debido a que los juegos de GameCube requieren cierta reingeniería en comparación con las otras plataformas al ser portados, se decidió excluir a GameCube del trabajo del equipo hasta que se superaran los obstáculos en línea. Algún tiempo después del lanzamiento del juego, Boon comentó que estaba decepcionado de que la versión de GameCube no presentara juego en línea, ya que lo consideraba como "el mejor en el negocio".
Los detalles sobre el juego fueron confirmados por primera vez al público en general en la edición de mayo de 2003 de PlayStation: The Official Magazine, en la que el juego se llamó Mortal Kombat VI y se confirmó un modo en línea. El 6 de febrero de 2004, Midway registró los nombres de dominio mkdeception.com y mortalkombatdeception.com. Cuando se le preguntó a Midway Entertainment si Mortal Kombat: Deception era el título oficial, los desarrolladores no dieron respuestas en ese momento. Más tarde ese mes, Midway lanzó el primer tráiler del juego, confirmando este título.

## Lanzamiento
Mortal Kombat: Deception fue lanzado para PlayStation 2 y Xbox en Norteamérica el 4 de octubre de 2004, y en territorios PAL el 19 de noviembre de 2004. Si bien el juego se conoce como Mortal Kombat: Mystification en Francia, otros países no cambiaron su nombre original. Una versión para GameCube fue lanzada más tarde exclusivamente en Norteamérica el 28 de febrero de 2005.
Se lanzaron dos versiones para las consolas PlayStation 2 y Xbox: la edición estándar para ambos sistemas, un paquete Premium para PS2 y la Edición Kollector para Xbox. El paquete Premium y la Edición Kollector incluyen una tarjeta coleccionable de metal y un disco extra que contiene una historia de Mortal Kombat, varias biografías en video de los personajes y una versión "máquina de juegos" del Mortal Kombat original. La portada de la versión de Xbox presenta a Scorpion, Raiden, Baraka o Mileena, mientras que la versión de PS2 usa al personaje Sub-Zero.
En octubre de 2005, el juego se redistribuyó como un título Platinum Hits en Xbox y como un título Greatest Hits en PS2, con un nuevo empaque y vendido a un precio con descuento. Deception también se incluye junto con Mortal Kombat: Shaolin Monks y Mortal Kombat: Armageddon en la compilación Mortal Kombat Kollection, que se lanzó el 29 de septiembre de 2008 para PS2.

### Mortal Kombat: Unchained
Mortal Kombat: Unchained es el título de la versión para PlayStation Portable de Mortal Kombat: Deception, desarrollado por Just Games Interactive. Unchained denota su portabilidad libre de cables. El juego fue lanzado el 13 de noviembre de 2006 en Norteamérica; el 23 de noviembre de 2006 en Australia; y el 24 de noviembre de 2006 en Europa.
Unchained incluye todos los personajes de la versión de GameCube y cuatro personajes más (Blaze, Frost, Jax y Kitana) de Mortal Kombat: Deadly Alliance que son exclusivos de la versión de PlayStation Portable. Tres de los cuatro personajes tienen solo un Fatality y no tienen Hara-kiri a diferencia de otros personajes, probablemente porque eso era todo lo que tenían en Deadly Alliance. Un modo exclusivo de la versión Unchained es el modo endurance, donde los jugadores pueden competir contra una ola constante de oponentes. La funcionalidad de red ad hoc inalámbrica del sistema se puede utilizar para juegos multijugador. Los personajes que permanecen ocultos en las otras versiones aparecen desbloqueados de forma predeterminada en Unchained; el productor Shaun Himmerick explicó que el personal quería mostrar a los jugadores personajes que eran difíciles de obtener en Deception, como Liu Kang. Aunque Midway no desarrolló el juego, ayudaron a Just Games Interactives a optimizar su código y la función Wi-Fi, ya que querían mantener la velocidad de cuadros muy alta.

## Recepción
Durante su semana de lanzamiento, Mortal Kombat: Deception vendió un millón de unidades, superando las ventas del título anterior y convirtiéndose en el videojuego de venta más rápida en la historia de Midway. Un año después, el juego ya había vendido 1.9 millones de unidades en todo el mundo.
Antes del lanzamiento del videojuego, GameSpot lo nombró el mejor juego de lucha de la E3 del año 2004. También fue el ganador de los GameSpot Top Spike TV Video Game Awards en el 2004 en la categoría de mejor juego de lucha. En los GameSpot Best and Worst del 2004, Deception recibió el premio al mejor videojuego de lucha. La versión para PlayStation 2 quedó en segundo lugar en los premios de IGN de PS2 Best of 2004 en la categoría de mejor videojuego de lucha, y ganó la elección de los lectores. El 1 de febrero de 2005, Deception recibió el premio al juego de lucha del año en el 8 ° Premio Anual Interactive Achievements. En el Ebook Guinness World Records Gamer en la Edición del año 2015, el juego fue reconocido por ser el primer juego de lucha en tener un modo de juego en línea.

### Crítica
Metacritic tuvo 81 reseñas favorables de 100 para las versiones de PlayStation 2 y Xbox; la versión de GameCube recibió 77 críticas favorables. Louis Bedigian de GameZone elogió la interacción con las etapas como una de las mejores partes del juego, comentando que agrega más estrategia al combate. Elogió el regreso de los "personajes clásicos", comentando sobre sus nuevos diseños y cuán diferentes son sus ataques. Jeremy Dunham de IGN escribió que era el mejor juego de Mortal Kombat de la serie. También afirmó que la eliminación de los botones de movimiento especiales, que causaron demasiado daño a un oponente, fue una de las mejores decisiones del desarrollador. Con los movimientos especiales eliminados de las peleas y la adición de las Roturas, los jugadores ahora pueden detener cualquier combo. Sin embargo, llamó a los diseños de personajes en Deception de "robóticos" en comparación con otros juegos de lucha como la serie Dead or Alive o Virtua Fighter 4. La banda sonora también fue criticada por tener "efectos de sonido básicos". Greg Kasavin, de GameSpot, comentó que las peleas se han mejorado mucho con la incorporación de nuevos estilos de lucha que: "está claramente inspirado en las películas de kung fu". Aunque afirmó que las peleas no eran perfectas y notó que podían terminar en unos pocos segundos debido a la interacción con las arenas, le gustó lo dolorosos y divertidos que se veían algunos movimientos. Dale Nardozzi de TeamXbox elogió las animaciones y los movimientos de los personajes, y agregó que la banda sonora: "establece el tono perfecto para sus básicos, destripamientos, decapitaciones y empalagos".
El modo Konquista recibió opiniones mixtas. A Dunham le gustó cómo el modo Konquest explica la mayoría de la historia del juego. Por el contrario, Kasavin comentó que el Modo Konquista "es el punto débil del juego" y lo describió como "feo", carente de buena actuación de voz y gráficos. Sin embargo, señaló que uno de los "pocos toques agradables" en el modo Konquest fue "golpear a cualquiera que desee". Añadió que el modo tenía que completarse si quería desbloquear personajes. Bedigian se quejó de que el modo Konquest es el mayor defecto del juego, criticando la trama, los entrenamientos y la actuación de voz. Sin embargo, Nardozzi encontró que los minijuegos son muy entretenidos si se juega en línea.
A diferencia de las versiones de Xbox y PS2, el port de GameCube recibió puntajes más bajos de las publicaciones. Ha sido criticado por la falta de un modo en línea y la calidad de imagen pixelada en los videos y escenas desbloqueables, aunque 1UP.com todavía lo elogió. Aunque la adición de Goro y Shao Kahn fue bien recibida, GameSpot opinó que los otros ports eran mejores, al tiempo que comentaba sobre la apariencia de Goro, que parece "anémica". En su reseña, Miguel López de GameSpy escribió que la versión de GameCube "está lejos de ser la mejor versión del juego" y aconsejó a los jugadores usar otro ports para jugar.
Mortal Kombat: Unchained recibió un promedio de 70 de 14 reseñas de Metacritic. Jeff Haynes de IGN mencionó problemas con los controles y criticó los largos tiempos de carga.